# Hoplodactylus duvaucelii
Hoplodactylus duvaucelii  (лат.) — вид ящериц семейства Diplodactylidae. Эндемик Новой Зеландии. Назван в честь французского натуралиста Альфреда Дювоселя.

## Внешний вид
Крупный геккон плотного телосложения. Достигая длины тела без хвоста 16,5 см и массы 118 г, является самым большим гекконом Новой Зеландии. Хвост по длине равен телу или короче его. Ноги относительно длинные. Пальцы с широкими подушечками и 15—20 подпальцевыми пластинками.
Верхняя сторона тела серая, оливковая или серовато-коричневая со светлыми пятнами или поперечными полосами. Часто по бокам тела и у основания хвоста имеются бледные пятна. Глаза оливковые, зелёные или коричневатые. Края рта и язык розовые. Нижняя поверхность тела однотонно кремовая, иногда слабо пятнистая. .

## Распространение
Обитает преимущественно на островах к востоку от Северного и на островах к северу от Южного.

## Образ жизни
Предпочитают низинные леса, заросли кустарников и скалистые утёсы, где прячутся в глубоких щелях. Активны ночью. Ведут наземный или древесный образ жизни. На солнце греются скрытно. В дикой природе социальны, собираясь в группы до 8 особей. В каждой группе может быть только один взрослый самец. Питаются крупными беспозвоночными, ягодами копросмы и кавакавы (Piper excelsum), а также нектаром похутукавы и формиума. Известны случаи поедания других ящериц, в том числе того же вида.
Половой зрелости достигает в 4—7 лет. Спаривание происходит в сентябре-октябре. Самки рождают по 1—2 детёныша длиной (без хвоста) около 5 см раз в два года с февраля по май. Продолжительность жизни может достигать более 50 лет.

## Охранный статус
Международным союзом охраны природы виду был присвоен статус «вида, близкого к уязвимому положению», из-за того, что несмотря на увеличивающуюся в результате мер охраны численность вид претерпел значительное сокращение числа особей на основной части страны вследствие появления инвазионных млекопитающих.